# Jabil Circuit
Jabil Circuit of kortweg Jabil is een beursgenoteerde, wereldwijd opererende Amerikaanse onderneming die in opdracht van voornamelijk grote industriële klanten elektronische apparatuur vervaardigt. Het hoofdkwartier van Jabil is gevestigd in St. Petersburg, of kortweg "St. Pete", in de Amerikaanse staat Florida.

## Karakteristieken
Jabil Circuit is een bedrijf dat bij het grote publiek volledig onbekend is, ofschoon het een zeer groot bedrijf is en men de producten die het produceert op vele plaatsen vindt. De reden is dat Jabil een volledig anoniem blijvende Electronic Contract Manufacturer is die producten levert aan Original Equipment Manufacturers (OEM).
Het bedrijf voert een strategie van bedienen van een beperkt aantal, maar kwalitatief en kwantitatief in hun markten vooraanstaande klanten. De grootste klanten zijn de fabrikant van netwerkapparatuur Cisco Systems (16% van de omzet), het Nederlandse elektronicaconcern Philips (15%), de fabrikant van computer- en professionele apparatuur Hewlett-Packard (11%) en de toeleverancier van de auto-industrie Johnson Controls.
Jabil is met een omzet van meer dan 12 miljard US$ een van de grootste bedrijven in de sector.

## Geschiedenis
De oprichting van Jabil Circuit vond plaats in 1966 door William 'Bill' Morean en James Golden in Detroit in de Amerikaanse staat Michigan. De naam Jabil komt van een combinatie van de voornamen van de twee oprichters: James en Bill.
Het bedrijf begon met het samenstellen van printplaten voor Control Data. De grootste doorbraak kwam in 1979 toen Jabil een groot contract van General Motors in de wacht sleepte.
De activiteiten buiten Noord-Amerika waren in 2003 goed voor 79% van de netto omzet. Medeoprichter en voorzitter van de raad van bestuur William Morean en zijn familie bezitten bijna 30% van Jabil.

## Vestigingen
Het hoofdkwartier van Jabil is gevestigd in St. Petersburg in Florida, aan de baai van Tampa. In het gebied van de baai is Jabil de op een na grootste werkgever.
Jabil is een wereldwijd opererende multinational met vestigingen in vele landen.
In Nederland heeft Jabil een dochteronderneming onder de naam Jabil Circuit Netherlands BV. Deze onderneming bevindt zich in Venray voor Configure to Order, Built to Order, Warehousing en distributie van onder meer HP Laserjet Printers binnen EMEA.
In België heeft Jabil thans nog één vestiging, in Hasselt. Jabil had in 2004 twee afdelingen van Philips overgenomen, in Hasselt en Brugge. In Brugge ging het over een afdeling voor printplatenproductie, welke inmiddels gesloten is. In Hasselt heeft Jabil een deel van de activiteiten van Philips Hasselt overgenomen, onder andere de ontwikkelafdeling.